# Thomas Cooper
Thomas Cooper (22. října 1759 Londýn – 11. května 1839 Columbia) byl severoamerický filozof, publicista, chemik, právník, ekonom, geolog a lékař.

## Životopis
Thomas Cooper se vyznačuje, stejně jako ostatní činitelé revolučního období, mnohostranností zájmů a encyklopedičností svého vzdělání. Studoval práva na Oxfordské univerzitě a později v Londýně a Manchesteru lékařství a chemii. Na utváření jeho materialistických názorů měl bezpřostřední vliv Joseph Priestley. Ačkoli Cooper, na rozdíl od ostatních předních myslitelů amerického osvícenství, byl vědcem z povolání, byl celý jeho život a činnost spojen pevnými pouty s revolucí v Americe. Cooperova politická činnost začíná v Manchesteru, kde se ve svých vystoupeních vyslovoval pro politickou rovnost a rovnoprávnost žen. Roku 1793 emigruje Cooper do USA, kde v řadách Jeffersonovy strany se zapojil do aktivního politického boje.